# Елдер де Соуза
Елдер де Соуза (порт. Hélder de Souza, 28 листопада 1901 — 2 лютого 1957) — португальський вершник.
Бронзовий призер Олімпійських Ігор 1924 року в командному конкурі.